# Chrysocharis lankensis
Chrysocharis lankensis är en stekelart som beskrevs av Christer Hansson 1985. Chrysocharis lankensis ingår i släktet Chrysocharis och familjen finglanssteklar.
Artens utbredningsområde är Sri Lanka. Inga underarter finns listade i Catalogue of Life.